# 吞鳗
寬咽魚，又稱宽咽鳝吞噬鳗，咽囊鰻、大嘴鰻、闊嘴鰻、巨口鰻等，是輻鰭魚綱囊鰓鰻目寬咽魚科的一個种，是一種較少見的深海魚類，偶爾會被捕魚網誤捕。寬咽魚很像鰻魚類，与鳗鲡目的真鳗關係上較相似；現在已知的種類僅此一屬一種（Eurypharynx pelecanoides Vaillant, 1882）。其屬名是以 eurys（拉丁文：長）+ pharynx（希臘文：喉頭）構成，即“長喉嚨”之意。
寬咽魚分布於世界各地的溫暖海域。已知生活的水域深度約500至3000公尺。

## 辨識特征
体长通常60厘米至2米，除了吃饱肚子涨的时候，看起来就像只长了一张嘴和一条尾巴。通常是黑色或深褐色，嘴里有小牙齿，游泳时可以把嘴巴张很开，好猎捕小鱼等猎物来吃。寬咽魚最明顯的特征是它巨大的嘴巴，甚至大過牠的身体。它的口部较松得绞合在一起，在必要的时候能够打开很大的角度以吞下比它大的食物。由于它的下颚部分外观与鹈鹕的喙很类似，所以在英语中吞鳗也被称为鹈鹕鳗（pelican eel）或伞口吞噬鳗（umbrella mouth gulper）。吞鳗没有肋骨，因此它的胃可以扩张以容纳体积巨大的食物。吞鳗依靠一条鞭装的长尾来行动。长尾末端可以发光，被认为可以用来吸引猎物。鳃孔小，与吻端距离长于与肛门的距离。鳃条骨数5，内脏游离骨数6。由于生活在深海，视力亦不发达。

## 生態習性
吞鳗以甲殼類、魚類、頭足類、浮游生物為主食。由於眼小，多以側線系統來追捕餌食。性成熟時，雄性外型有一定的改變，雌性則無。